# Puchar Świata w Zapasach 2003 – styl wolny mężczyzn
Zawody Pucharu Świata w 2003 roku w stylu wolnym mężczyzn odbyły się w dniach 4-6 kwietnia w Boise we USA.

## Ostateczna kolejność drużynowa
| Poz. | Państwo           |
| ---- | ----------------- |
|      | Stany Zjednoczone |
|      | World Selected    |
|      | Ukraina           |
| 4.   | Rosja             |
| 5.   | Niemcy            |

## Wyniki
- Stany Zjednoczone –  ( Niemcy  Rosja  Stany Zjednoczone) 24-3
- Stany Zjednoczone –  Ukraina 23-2
- Stany Zjednoczone –  Rosja 17-11
- Stany Zjednoczone –  Niemcy 22-4
- Niemcy –  Ukraina 14-13
- Niemcy –  ( Stany Zjednoczone) 7-18
- Niemcy –  Rosja 12-15
- Ukraina –  Rosja 17-10
- Ukraina –  ( Stany Zjednoczone  Rosja) 8-18
- Rosja –  ( Stany Zjednoczone) 12-16

### Klasyfikacja indywidualna
| Waga   |                     |                             |                    | 4                   | 5                        | 6                      |
| ------ | ------------------- | --------------------------- | ------------------ | ------------------- | ------------------------ | ---------------------- |
| 55 kg  | Stephen Abas        | Teague Moore                | Vasilij Zeiher     | Aleksandr Kontojew  | Gework Markarian         | Ben Vombaur            |
| 60 kg  | Eric Guerrero       | Jesús Wilson                | Wiktor Biłokopytny | Zelimchan Chusejnow | Mario Koch               | Daniel Wilde           |
| 66 kg  | Chris Bono          | Bill Zadick                 | Serhij Łatyszew    | Engin Ürün          | Siergiej Kowalenko       | ----                   |
| 74 kg  | Joe Williams        | Zaza Zazirow                | Inał Dzagurow      | Kirk White          | Dominik Zeh              | Chadżymurad Magomiedow |
| 84 kg  | Chadżymurat Gacałow | Cael Sanderson              | Charles Burton     | André Backhaus      | Dawyd Biczinaszwili      | Alik Muzajew           |
| 96 kg  | Tim Hartung         | Rusty Cook                  | Wasili Tismenetski | Cengiz Çakıcı       | Zainudin Ibragimov       | Oleg Kałagow           |
| 120 kg | Sven Thiele         | Kuramagomied Kuramagomiedow | Kerry McCoy        | Serhij Priadun      | Boe Rushton Corey Farkas | ----                   |